# Eleanor Anne Porden
Eleanor Anne Porden (ur. 14 lipca 1795 w Londynie, zm. 22 lutego 1825) – poetka angielska epoki romantyzmu.
Była żoną odkrywcy Johna Franklina, badacza Arktyki. Zmarła na gruźlicę w rok po urodzeniu córki. Jest autorką poematów The Arctic Expeditions (1818), Veils, or Triumph of Constancy (1815) i eposu rycerskiego Coeur de Lion, or The Third Crusade. A poem, in sixteen books (1822). 